# Stéréotypes de l'infirmière
 (mars 2016).
 (septembre 2008).
Si vous disposez d'ouvrages ou d'articles de référence ou si vous connaissez des sites web de qualité traitant du thème abordé ici, merci de compléter l'article en donnant les références utiles à sa vérifiabilité et en les liant à la section « Notes et références ».
L'existence de stéréotypes de l'infirmière caricaturant le métier nuit parfois au rapport patient-infirmière, pouvant même être une source de découragement pour ceux ou celles qui souhaitent pratiquer cette profession.

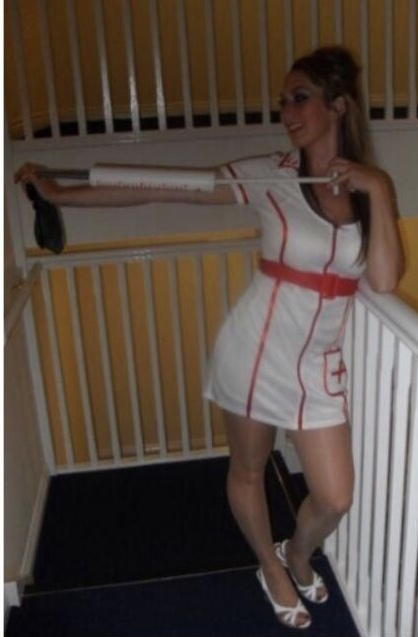
Une jeune femme portant un costume d'« infirmière coquine » avec une « seringue » en plastique et des sandales à talons hauts illustre le stéréotype des infirmières sexualisées.

## Origines
Un stéréotype est une croyance généralisée, souvent simplifiée ou déformée, appliquée à un groupe de personnes ayant une caractéristique commune, dans le cas présent la profession d'infirmier. Les stéréotypes des infirmières ont souvent la caricature pour origine ; parfois, plus d'un peut être appliqué simultanément.
Ces stéréotypes générés par l'ignorance et propagés par les médias influencent la conception qu’ont les gens de la profession et leur attitude à son égard. Cette attitude va de l'absence de financement pour la filière des soins infirmiers aux États-Unis, si l'on se réfère au stéréotype de l'infirmière simple exécutante n'ayant pas fait d'études, à l'exercice courant de violences sexuelles envers les infirmières qui sont perçues comme de simples objets sexuels, voire des prostituées en Inde.

## Principaux stéréotypes

### L'Ange

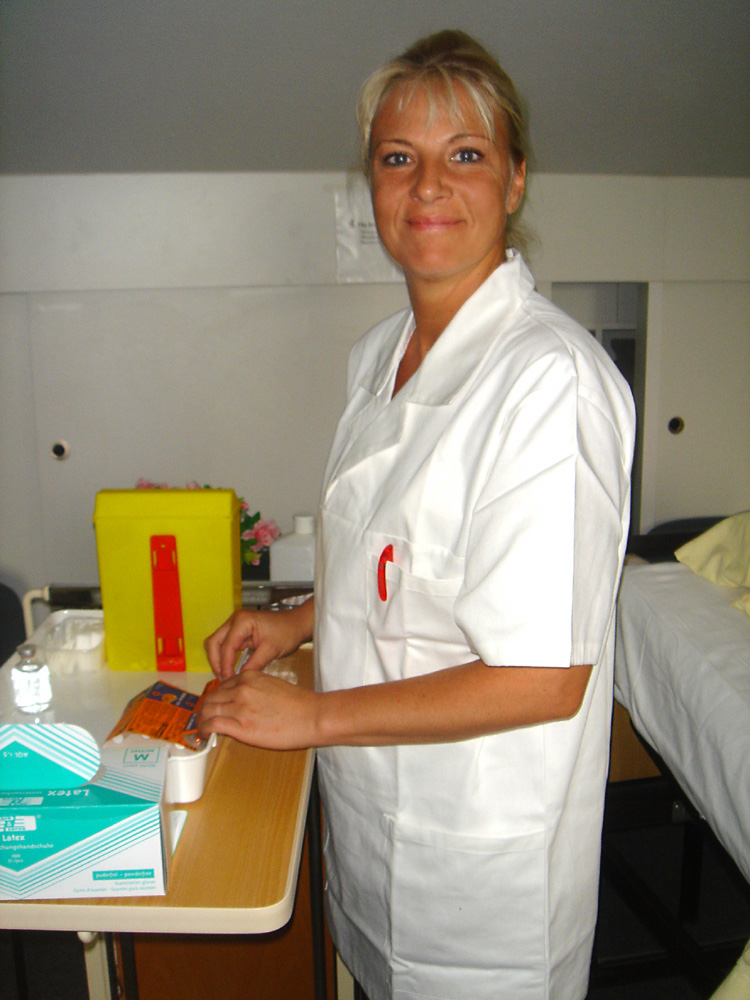
Souriante, dévouée et disponible, l'exercice du métier ne manque pas de susciter les fantasmes auprès de patients réduits à la passivité.

L'image de l'infirmière telle un « ange de miséricorde »—désintéressée, altruiste, qui soulage les souffrances— tire son origine du rôle des infirmières dans la religion. Dans les temps modernes, Florence Nightingale était l'incarnation de l'infirmière angélique
Cependant, les anges peuvent tomber en disgrâce. Des infirmières telles que (en) Beverley Allitt ou (en) Kristen Gilbert, qui ont délibérément tué des patients qu'elles soignaient, ont été fréquemment qualifiées "d'anges de la mort." La pratique de l'euthanasie par certaines d'entre elles (comme Christine Malèvre en France) soulève également des controverses sur le plan juridique et éthique.

### La Servante
Le stéréotype de la "servante" est celui d'une personne dotée de peu d'intelligence, de connaissances, de jugement voire d'autonomie, une personne qui n'existe que pour aider le médecin. L'idée que le but de l'infirmière soit d'être au service de la science plutôt que du patient fut soutenue par des médecins aux XIXe et XXe siècles. De nos jours,Il y a encore des infirmières qui soutiennent cette idée de manière inconsciente, comme on peut l'apprécier dans le Nightingale Pledge (similaire au serment d'Hippocrate), par exemple.[réf. nécessaire]

### La Nymphomane
La « nymphomane » ou le stéréotype de la « méchante infirmière » sont originaires des fantasmes sexuels. Les infirmières ont fréquemment des contacts visuels et physiques avec le corps de leurs patients, y compris les organes sexuels, au cours des soins quotidiens. "Hello-o-o, Nurse" (« Bonjour, Infirmière ! ») était une expression utilisée dans le vaudeville quand une infirmière apparaissait sur la scène vêtue d'une tenue provocante. C'est peut être ce stéréotype qui est le plus utilisé dans la caricature.
Le costume suranné de l'infirmière : la jupe blanche, les bas, et la coiffe, fait souvent partie intégrante de ce stéréotype.
Des versions édulcorées, à légère connotation sexuelle, de ce stéréotype sont couramment utilisées dans la bande dessinée (mangas inclus).

### La Mégère
La mégère est le personnage incarnant la méchanceté que l'on trouve dans les personnages de Nurse Ratched dans One Flew Over the Cuckoo's Nest (Vol au-dessus d'un nid de coucou) et d'Annie Wilkes dans le roman et le film Misery.

### Les Homosexuels
Les infirmiers sont souvent stéréotypés comme efféminés voire homosexuels au regard du concept moderne affirmant que les soins sont un travail de femmes. Le personnage Jack McFarland dans la série Will et Grace était un étudiant infirmier pendant plusieurs épisodes. L'infirmier fut parodié dans plusieurs épisodes de Scrubs comme étant efféminé, mais clairement hétérosexuel.

### La Matrone
Le stéréotype de la matrone joue sur le vieux concept de la matrone tirée à quatre épingles, propre, sensée (« la mama »), efficace, et elle prend parfois le rôle du chef d'équipe crainte de tout son service. Elle est respectée par les médecins, les infirmières et les patients. « Ooh, matron! » (« Ooh Matrone ») est une phrase culte de la série de films Carry On, dont certaines mettent en scène une matrone, bien que ce stéréotype ait un fond de sexualité.